# Антиімміграція
Антиімміграція — це політична позиція, спрямована на обмеження або припинення імміграції. Опір імміграції варіюється від закликів до різних імміграційних реформ до пропозицій щодо повного обмеження імміграції та закликів до репатріації існуючих мігрантів.

## Антиімміграційні аргументи

### Національна ідентичність
Чи впливає національна ідентичність на ставлення до імміграції, і як саме, значною мірою залежить від ситуацій, пов'язаних з конкретною національною ідентичністю. Якщо національна ідентичність визначається і характеризується моноетнічністю та монорасовістю, або якщо етнічна чи расова більшість домінує в політичних структурах нації, то ця національна ідентичність, ймовірно, буде пов'язана зі ставленням проти імміграції, задля збереження місцевої культури, традицій, способу життя. Дослідження також показують, що люди сильніше реагують на заклики до національної ідентичності, ніж на економічні міркування, коли їх запитують про питання, пов'язані з імміграцією. Як американці, так і європейці схильні переоцінювати кількість іммігрантів у своїх країнах і виступати за зниження імміграції.
Там, де національна ідентичність не визначена таким чином, що суперечить етнічній чи расовій ідентичності, і де такі групи не виключені соціально-економічно, національна ідентичність може бути сумісною з етнічною чи расовою різноманітністю. Національна ідентичність може бути навіть важливим фактором соціального миру у випадках, коли існують внутрішньонаціональні розбіжності. Наприклад, дослідження 2015 року показало, що освітній контент, що підкреслює національну єдність Індонезії, був важливою причиною покращення міжетнічних та міжрелігійних відносин в Індонезії часів Сухарто.

### Ізоляція, розділення та стабільність
Іммігранти можуть бути ізольовані у власних громадах, формуючи самоорганізовані громади, гетто або паралельні суспільства, де вони живуть відповідно до власної культури, замість того, щоб асимілюватися з чужою культурою для контакту з більшістю суспільства, до якого вони іммігрували. Такі етнічні анклави можуть бути результатом того, що людям природно подобається бути серед таких людей, як вони самі.  Вони можуть не вивчити місцеву мову і зрештою підірвати національну єдність, а також культурну та релігійну єдність країни. Дослідження Дженніфер Ніл з Мічиганського державного університету показує, що етнічні анклави сприяють соціальній згуртованості ціною зниження толерантності між групами, а їхній розмір, автономія та близькість є важливими факторами. Деякі також пропонують делегувати більше повноважень місцевим громадам.
Імміграція може негативно вплинути на соціальну  та політичну стабільність.

### Збільшення конкуренції
Економічні аргументи зосереджені на конкуренції за робочі місця та більшому тягарі, який деякі групи іммігрантів можуть накладати на системи соціального забезпечення, охорони здоров'я, житло та державні школи країни, є ще одною причиною антиіммірантських поглядів. Наприклад, сувора реформа імміграційного законодавства Данії заощадила країні 6,7 мільярда євро порівняно з попереднім більш поблажливим підходом, згідно зі звітом Міністерства інтеграції Данії за 2011 рік.

### Екологічний простір та дефіцит ресурсів
Деякі люди вважають, що для забезпечення населення екологічним простором, наприклад, для забезпечення споживання населення.  Іммігранти, такі як новонароджена дитина, зменшують розмір землі на душу населення країни.
Дехто стурбований розростанням міст та їх заторами, змінами в дикій природі та природному середовищі держави, а також величезним вуглецевим слідом, спричиненим імміграцією. Крім того, деякі стурбовані обмеженими ресурсами держави, скороченням запасів води, енергії, збіднілими ґрунтами та твердими відходами, через що імміграція тільки посилює екологічні та ресурсні проблеми.

### Хвороби
Іммігранти (та транскордонні переміщення загалом) можуть приносити з країн походження інфекційні захворювання, нетипові для корінного населення, що подекуди сприймається як значна загроза від імміграції.

### Злочини іммігрантів
Противники імміграції часто стверджують, що іммігранти сприяють підвищенню рівня злочинності, але певні дослідження показують, що люди схильні переоцінювати зв'язок між імміграцією та злочинністю.  Академічна література містить неоднозначні висновки щодо зв'язку між імміграцією та злочинністю в усьому світі, але для Сполучених Штатів вона або не впливає на рівень злочинності, або знижує його. Проте в інших країнах, зокрема Європи, імміграція призводить до чисельного збільшення злочинності.

### Військова єдність
Деякі занепокоєння щодо імміграції можна знайти у сприйнятті військової лояльності, особливо якщо країна еміграції втягується у війну з країною імміграції або якщо країна виявляє необхідність призову на військову службу.

### Небезпечні подорожі
Несанкціонована або нерегулярна міграція може наражати іммігрантів на численні небезпеки, включаючи вплив суворих умов, брак їжі та води, а також насильство з боку контрабандистів та влади. З 2014 року понад 4000 людей щороку гинуть на міграційних шляхах по всьому світу, і це, ймовірно, занижена оцінка, оскільки багато смертей ніколи не реєструються.
Жорстке обмеження імміграції та інформування потенційних емігрантів про ці обмеження може запобігти таким небезпечним подорожам. У Сполучених Штатах політика прикордонного патрулювання «Запобігання через стримування» навмисно спрямована на перенаправлення мігрантів у віддалені райони.

### Імпорт культури
Іммігранти приносять із собою свою культуру. Мислення іммігрантів, їхні норми, практики, звичаї та цінності формують, розширюють та впливають на культуру країн. Деякі такі розширення та впливи є небажаними для корінного населення з причин, які можуть включати практики, що вважаються менш цивілізованими, а також зіткнення з нормами, законами та цінностями країни що піддалася міграції загалом.

### Економічні витрати
Противники імміграції часто стверджують, що іммігранти мають чистий негативний вплив на державний бюджет, головним чином через забезпечення медичною допомогою та соціальним забезпеченням.
Різні фактори впливають на вплив іммігрантів на державний бюджет та використання ними соціального забезпечення. Хоча іммігранти можуть покращити систему соціального забезпечення держави, наприклад, протидіючи тенденціям старіння населення, їхній чистий економічний вплив також може бути негативним. Джордж Борхас, професор економіки в Школі управління Кеннеді Гарвардського університету, стверджує, що «чим менш кваліфікований іммігрант, тим більша ймовірність того, що він буде фінансовим тягарем». Висококваліфіковані іммігранти мають кращі перспективи на ринку праці, ніж ті, хто прийнятий на основі родинних зв'язків або з гуманітарних причин. Це також залежить від стажу, заробітної плати та віку іммігрантів та системи інтеграції країни.

### Шкода, завдана країнам походження мігрантів
Деякі противники імміграції стверджують, що імміграція висококваліфікованих або добре освічених осіб може зашкодити їхнім рідним країнам, які в іншому випадку могли б отримати від неї користь, розбудувати свою економіку та покращити свою соціальну та політичну систему. Однак це поняття «відтоку мізків» залишається значною мірою непідтвердженим в академічній літературі. За словами економіста Майкла Клеменса, не було доведено, що обмеження на еміграцію висококваліфікованих працівників зменшують дефіцит у країнах походження. За словами економіста розвитку Джастіна Сандефура, «немає жодного дослідження... яке б показувало будь-які емпіричні докази того, що міграційні обмеження сприяли розвитку». Хайн де Хаас, професор соціології Амстердамського університету, описує витік мізків як «міф». Дослідження показують, що еміграція (як низькокваліфікована, так і висококваліфікована) є вигідною для країн, що відправляють, з точки зору економіки спекуляції, освіти,  та ліберальної охлократії.
Грошові перекази мають значний вплив на економіку країн, що розвиваються, причому більшість грошових переказів, 441 мільярд доларів у 2015 році, надходить до країн, що розвиваються. Ця сума майже втричі перевищує 131 мільярд доларів США світової офіційної допомоги розвитку. Для багатьох країн, що розвиваються, отримані грошові перекази становлять значну частину їхніх економік, які часто отримують понад 10% свого ВВП у вигляді грошових переказів щороку. З макроекономічної точки зору, немає переконливого зв'язку між грошовими переказами та зростанням ВВП. Хоча грошові перекази можуть підвищувати сукупний попит і тим самим стимулювати економічну активність, інші дослідження показують, що грошові перекази також можуть мати негативний макроекономічний вплив, збільшуючи нерівність доходів та зменшуючи пропозицію робочої сили серед країн-одержувачів.

### Немає рішення глибинних проблем
Імміграція може бути наслідком проблем у країнах походження мігрантів. Відкрита імміграційна політика та зусилля не вирішують проблеми.
Жанна Парк з Ради з міжнародних відносин рекомендує європейським лідерам вирішувати корінні причини міграції, такі як допомога у припиненні громадянської війни в Сирії, відновлення стабільності в Лівії та збільшення допомоги країнам Африки на південь від Сахари. За її словами, політичне вирішення регіональної кризи може змусити Європу більше не боротися з припливом мігрантів. Щодо міграційних та біженських рухів в країнах Африканського Рогу та з них, Гюнтер Шредер зазначив, що для боротьби з їх причинами потрібно докласти більше зусиль. У звіті німецької організації Caritasverband зазначено, що лише довгострокова стратегія, яка розмежовує боротьбу з причинами міграції в країнах походження та розробку міграційної політики ЄС, може знайти рішення. Реагування на корінні причини потоків незаконної міграції передбачає співпрацю з третіми країнами, включаючи країни походження та транзиту мігрантів, і може проявлятися в уникненні конфліктів, підтримці миру та державному будівництві. Було запропоновано створювати безпечні зони в країнах походження.  Можна стверджувати, що імміграція означає, що люди «тікають» від проблем своєї країни замість того, щоб організовуватися, чинити тиск, брати участь у конструктивних програмах іноземної допомоги чи іншим чином вирішувати їх.

### Деколонізація
Певні прихильники деколонізації розглядають іммігрантів як колонізаторів корінних народів.

### Виборче право
Поблажлива імміграційна політика, як правило, призводить до погіршення виборчих прав іммігрантів.

## Причини антиімміграційних поглядів
Дослідження 2017 року охопило 18 000 інтерв'ю в одинадцяти країнах: Австралії, Канади, Данії, Франції, Японії, Кореї, Норвегії, Іспанії, Швейцарії, Великій Британії та Сполучених Штатах. Дослідження показало, що «іммігранти з вищою кваліфікацією мають перевагу над своїми колегами з нижчою кваліфікацією на всіх рівнях соціально-економічного статусу (СЕС). Гіпотеза конкуренції на ринку праці мало що підтверджує, оскільки респонденти не налаштовані проти іммігрантів у своєму власному соціально-економічному прошарку. Хоча сам колір шкіри має незначний вплив у будь-якій країні, іммігранти з країн з мусульманською більшістю викликають значно нижчий рівень підтримки, а расова ворожнеча залишається потужною силою».
У статті, опублікованій у 2018 році, було виявлено, що приплив висококваліфікованої імміграції був пов'язаний зі зниженням рівня голосування за націоналістичні погляди, але приплив низькокваліфікованої імміграції був пов'язаний зі збільшенням рівня голосування за націоналістичні погляди на виборах у період 2007–2016 років.  Уявлення про те, що іммігранти є низькокваліфікованими, також спричинило посилення опору. У статті Тель-Авівського університету 2019 року економічна конкуренція, культурна конкуренція, расові погляди та страх злочинності були визначені як одні з найважливіших факторів антиімміграції.
Хоча було проведено багато досліджень для визначення причин антиімміграційних поглядів, мало досліджень було проведено для визначення причин підтримки імміграції.

### Країна походження
Дослідження Європи показало, що самі іммігранти, як правило, мають більш сприятливе ставлення до імміграції. У цьому ж дослідженні не було виявлено жодних доказів того, що діти іммігрантів, народжені в Європі, мають більш сприятливе ставлення до імміграції. Дослідження 2017 року показало, що іммігранти, які залишаються в країні довше, мають більш негативне ставлення до імміграції, ніж ті, хто перебуває там лише короткий період, через асиміляцію в місцеве суспільство та прийняття його поглядів.

### Економічний статус
У дослідженні 2014 року, опублікованому в Щорічному огляді політичної науки, було виявлено, що «існує мало накопичених доказів того, що громадяни формують ставлення до імміграції переважно на основі її впливу на їхнє особисте економічне становище. Ця закономірність спостерігалася як у Північній Америці, так і в Західній Європі, як у спостережних, так і в експериментальних дослідженнях». Дослідження Європи показало, що безробітні мають менш сприятливе ставлення до імміграції, ніж зайняті.
Дослідження 2022 року показало, що люди в Сполучених Штатах, Великій Британії, Франції та Італії стали менш вороже налаштовані до соціального забезпечення іммігрантів, коли іммігранти мали тривалий трудовий стаж у країні.
Дослідження 2020 року показало, що «економічна тривога» мало пов’язана з поглядом людини на приплив іммігрантів до США. Дані, зібрані в результаті опитувань, показали, що негативні погляди/почуття респондентів щодо імміграції не залежали від економічної тривоги, а радше від вищого рівня етноцентризму. Це означає, що якщо хтось був антиіммігрантським, його погляди навряд чи виправдовувалися економічною тривогою або сприйняттям іммігрантів як тягаря, натомість люди були більш схильні до антиіммігрантських настроїв через вищий рівень етноцентризму.

### Освіта
Рівень освіти є одним із найкращих предикторів підтримки антиімміграційної політики та партій. Дослідження 2016 року, опубліковане в European Economic Review, на основі даних європейських опитувань за період 2002–2012 років показало, що «вищий рівень освіти призводить до більш позитивного ставлення до іммігрантів». Автори припускають, що це пояснюється слабшою економічною конкуренцією між іммігрантами та освіченими корінними жителями, вищим небажанням дискримінації серед освічених та більшою вірою в позитивний вплив імміграції серед освічених. Дослідження 2013 року в American Journal of Political Science певною мірою підтверджує теорію економічної конкуренції, оскільки високоосвічені американці, які демонструють нижчий рівень "ксенофобії", схильні підтримувати скорочення кількості висококваліфікованих іммігрантів.
Дослідження 2007 року, опубліковане в журналі «International Organization», показало, що «люди з вищим рівнем освіти та професійними навичками частіше підтримують імміграцію незалежно від кваліфікаційних якостей відповідних іммігрантів. По всій Європі вища освіта та вища кваліфікація означають більшу підтримку для всіх типів іммігрантів. Ці відносини майже ідентичні серед осіб, що входять до робочої сили (тобто тих, хто конкурує за робочі місця), та тих, хто не входить до робочої сили». Дослідження 2018 року, опубліковане в журналі «American Political Science Review», показало, що «додатковий рік середньої школи суттєво знижує ймовірність протидії імміграції, переконання, що імміграція підриває якість життя в країні, та відчуття близькості до ультраправих антиімміграційних партій».
Одне дослідження, проведене в Японії, показало, що доступ до інформації про переваги імміграції суттєво збільшив підтримку більш відкритої імміграційної політики.
У дослідженні Александра Януса вивчалося, чи може тиск соціальної бажаності частково пояснити зниження опору імміграції серед високоосвічених людей. Використовуючи ненав'язливий метод опитування, Янус виявив, що антиімміграційні настрої серед американських випускників коледжів були набагато вищими, ніж респонденти були готові заявити. Це свідчить про те, що підтримка імміграції серед більш освічених людей може відображати вираження соціально бажаних поглядів, а не фактичні переконання. Подальші докази цього були знайдені в дослідженні Крейтона та ін., де серед людей з вищою освітою було виявлено, що заявлена підтримка імміграції була вищою, ніж фактичні проімміграційні настрої. Це стосувалося й інших рівнів освіти. Дослідження також виявило, що економічна криза 2008 року суттєво не посилила антиімміграційні настрої, а радше спостерігався більший прояв опору імміграції, причому основні настрої мало змінилися до та після кризи. Дослідження 2015 року виявило додаткові докази того, що підтримка імміграції серед освічених людей була головним чином зумовлена упередженням соціальної бажаності.

### Географічна близькість до іммігрантів
Деякі дослідження показують, що географічна близькість до іммігрантів зумовлює антиімміграційні погляди, що також описується як ефект NIMBY (Не на моєму задньому дворі).
Дослідження 2017 року показало, що «швидші етнічні зміни посилюють опір імміграції та підтримку UKIP» у Сполученому Королівстві. Дослідження 2018 року показало, що збільшення місцевого етнічного розмаїття в Данії спричинило «зрушення результатів виборів праворуч, зміщуючи підтримку виборців від традиційних лівих партій «великого уряду» до антиіммігрантських націоналістичних партій». Дослідження 2018 року в American Political Science Review показало, що греки, які мали «безпосередній контакт із прибуттям біженців», виявляли більшу ворожість «до біженців, іммігрантів та мусульманських меншин; підтримку обмежувальної політики щодо надання притулку та імміграції; та політичну залученість для здійснення такої політики виключення».
Певні дослідження показують, що географічна близькість до іммігрантів, навпаки, знижує антиімміграційні погляди. Гіпотеза контакту припускає, що міжгруповий контакт може зменшити упередження. Інші дослідження показують, що саме сприйняття близькості, а не фактична близькість, зумовлює ці погляди.  Дослідження 2019 року досліджувало, чому мешканці міст, як правило, мають більш позитивне ставлення до імміграції та космополітизму. Дослідження дійшло висновку, що не саме проживання в місті створює більш позитивне ставлення, а радше склад населення міст; міське населення, як правило, було більш освіченим, що корелювало з більш позитивним ставленням до імміграції, тоді як люди, які більш позитивно ставилися до імміграції, частіше самостійно обирали місця проживання у великих містах. Також було виявлено, що міста внутрішньо неоднорідні щодо ставлення до імміграції, причому ставлення варіювалося між районами.

### Передача між поколіннями
Дослідження показують, що антиімміграційні погляди передаються від старших поколінь до молодших. Дослідження 2015 року показало, що британські громади, які більш толерантно ставилися до євреїв у середньовіччі, демонструють набагато більшу толерантність до іммігрантів 20-го століття, головним чином іммігрантів з Карибського басейну та Південної Азії та іммігрантів 21-го століття головним чином східноєвропейських, та меншу підтримку правих партій.

### Культурний абсолютизм
Переконання, що деякі культури кращі за інші, яке називається культурним абсолютизмом, корелює з антиімміграцією.

### Расовий реалізм
Було виявлено, що переконання, що деякі групи людей народжуються з різними психологічними здібностями чи характерами, корелює антиіммірантськими настроями.

### Релігія
Дослідження 2017 року показало, що наголос на спільній релігії може сприяти більш підтримуючому ставленню до біженців. Дослідження 2015 року, проведене в США, показало, що релігія не визначала протидію імміграції, оскільки, хоча респонденти прямо висловлювали свою протидію мусульманській імміграції, вони також приховували значну протидію християнській імміграції через соціальну бажаність. Таким чином, було встановлено, що релігійність чи віросповідання не визначали явного чи неявного протистояння, і будь-які відмінності в цьому випадку зумовлені соціальною бажаністю.
Одне дослідження, проведене у Великій Британії у 2018 році, показало, що опозиція до мусульманських іммігрантів була пов'язана не з більш негативним ставленням до мусульманських (порівняно з християнськими) іммігрантів, а радше з неприйняттям фундаменталістської релігійності. Дослідження дійшло висновку, що опозиція, заснована на релігії, таким чином, була менше пов'язана з релігійною групою і більше з політичним лібералізмом проти релігійного фундаменталізму. 

### Соціально-психологічні пояснення
Оглядове дослідження 2014 року в «Щорічному огляді політичної науки» виявило наявність суттєвих доказів на підтримку соціально-психологічних пояснень антиімміграційних поглядів. Дослідження 2007 року в Міжнародній організації виявило, що «зв'язок між освітою та ставленням до іммігрантів зумовлений відмінностями між людьми в культурних цінностях та переконаннях. Більш освічені респонденти значно менше схильні до расизму та більше цінують культурне різноманіття, ніж їхні колеги; вони також більш схильні вважати, що імміграція приносить користь економіці приймаючої країни в цілому».
У дослідженні 2017 року, опублікованому в American Political Science Review, стверджувалося, що ворожість до іммігрантів зумовлена огидою і може бути пояснена як психологічний механізм, призначений для захисту людей від хвороб.
Дослідження показують, що сприйняття існування позитивного причинно-наслідкового зв'язку між імміграцією та злочинністю призводить до більшої підтримки антиімміграційної політики або партій.  Дослідження також показують, що нетерпимість та відчуження іммігрантів можуть загострити злочинність та нетерпимість іммігрантів. Наприклад, політолог Каліфорнійського університету в Сан-Дієго Клер Адіда, політолог Стенфордського університету Девід Лейтін та економістка Сорбоннського університету Марі-Анн Вальфор стверджують, що «політика, заснована на страху, яка спрямована на групи людей відповідно до їхньої релігії чи регіону походження, є контрпродуктивною. Наше власне дослідження, яке пояснює невдалу інтеграцію мусульманських іммігрантів у Франції, свідчить про те, що така політика може призвести до порочного кола, яке шкодить національній безпеці. Французька ісламофобія — реакція на культурні відмінності — спонукала мусульманських іммігрантів відходити від французького суспільства, що потім підживлює французьку ісламофобію, тим самим ще більше посилюючи відчуження мусульман тощо».
Дослідження довгострокових наслідків терористичних атак 11 вересня у Сполучених Штатах показало, що зростання злочинів проти мусульман після 11 вересня зменшило асиміляцію мусульманськими іммігрантами. Контролюючи відповідні фактори, автори виявили, що «мусульманські іммігранти, які проживають у штатах з найбільшим зростанням злочинів також демонструють: більші шанси одружитися з представниками своєї етнічної групи; вищу народжуваність; нижчу участь жінок у робочій силі; та нижчий рівень володіння англійською мовою». Дослідження, проведене серед німців, показало, що терористичні атаки 11 вересня сприяли посиленню антиіммігрантських настроїв. Штати, які зазнають терористичних актів на власній території або проти власних громадян, частіше вживають суворіших обмежень щодо надання притулку.
Дослідження 2017 року також показало, що опір імміграції може бути мотивований занепокоєнням людини щодо соціального становища своєї групи.  Дослідження показали, що зростання імміграції латиноамериканців до США призвело до більшої підтримки обмеження імміграції як серед білих американців, так і серед неіспаномовних небілих американців (латиноамериканські американці не показали жодних змін у ставленні), що свідчить про те, що занепокоєння щодо групового становища може мотивувати опір імміграції. Політична ідеологія також може взаємодіяти із соціальним становищем групи; на президентських виборах у Сполучених Штатах 2016 року білі виборці Клінтон були рішуче проти ідеї обмеження імміграції білими американцями для збереження свого групового становища, але загалом не були проти ідеї бажання латиноамериканців збільшити свою частку населення за рахунок збільшення імміграції, тоді як білі виборці Трампа демонстрували протилежне. Девід Фрум припускає, що хоча масова міграція відбувалася історично, для суспільств, які пройшли демографічний перехід, імміграція приносить зміни швидше, оскільки корінне населення має менше дітей. Це призводить до того, що іммігрантів сприймають не як тих, хто зміцнює корінне населення, а як тих, хто його замінює.
Дослідження, проведене в Канаді, показало, що антибіженські настрої сильніше зберігалися серед людей з популістськими поглядами – по обидва боки політичного спектру, тобто лівих і правих – навіть з урахуванням демографічних та економічних факторів, політичних інтересів та задоволення учасників демократією.

## Наслідки антиімміграційної політики
Антиімміграційна політика веде до стабільності та єдності в націях. Політика "відкритих кордонів" і безконтрольна міграція може призводити до погіршення правопорядку, кризи соціального забезпечення та напруженості всередині суспільства.